# Canadian Journal of Animal Science
Canadian Journal of Animal Science is een Canadees, aan collegiale toetsing onderworpen wetenschappelijk tijdschrift op het gebied van de veeteelt.
De naam wordt in literatuurverwijzingen meestal afgekort tot Can. J. Anim. Sci.